# Erica Ash
Pour les articles homonymes, voir Ash.
Erica Ash est une actrice et productrice américaine née le 19 septembre 1977 en Floride et morte le 28 juillet 2024 à Los Angeles (Californie),.

## Biographie

### Jeunesse et formation
Fille de militaires, Donald et Diann Ash, Erica Ash a deux frères, Derrick et Donald B. ainsi qu'une sœur, Adrienne. Durant sa jeunesse, elle fréquente une école des arts et du spectacle dans la ville de Decatur (Géorgie). Puis, elle poursuit ses études à l'Université Emory dont elle ressort diplômée. 
Initialement, elle aspire à une carrière de médecin mais après un voyage au Japon, durant lequel elle travaille comme choriste et mannequin, elle se tourne finalement vers l'industrie du spectacle. 

### Carrière
C'est ainsi qu'en 2001, Erica Ash joue dans son premier long métrage pour le réalisateur japonais Kōki Mitani. 
En 2002, c'est sur les planches qu'elle commence sa carrière en jouant dans la comédie musicale Baby It's You de Broadway. Par la suite, elle jouera dans des grosses productions comme Le Roi Lion et Spamalot. 
Elle se fait connaître par les divers personnages qu'elle interprète dans des séries télévisées comiques comme la web-série The Big Gay Sketch Show, durant les deux premières saisons, et MADtv de la FOX, pendant la quatorzième saison, participant également à l'écriture des sketchs. Série parodique, elle a notamment caricaturé des personnalités comme Michelle Obama, Naomi Campbell, Raven-Symoné, Whoopi Goldberg, Lisa Leslie et Mo'Nique.
En 2013, aux côtés d'Ashley Tisdale, elle joue dans Scary Movie 5 réalisé par Malcolm D. Lee. Cinquième et dernier film de la saga Scary Movie, il s'agit du premier film de la franchise sans les protagonistes de la série de films : Cindy Campbell (Anna Faris) et Brenda Meeks (Regina Hall). Le film est un flop au box-office.
Elle se tourne alors vers la télévision et joue pour le cinéma indépendant. 
Puis, entre 2013 et 2016, elle incarne l'ex-femme de Kevin Hart dans la série parodique Real Husbands of Hollywood. Parallèlement, elle joue l'un des premiers rôles de la série du réseau STARZ, l'hilarante Bridgette dans Survivor's Remorse,,. Et elle joue un rôle récurrent dans la première saison de la série Shades of Blue portée par Jennifer Lopez,.
En 2017, elle est un second rôle d'Happy Birthday, une comédie romantique portée par Sharon Stone et Tony Goldwyn. 
En 2018, elle joue dans la comédie indépendante Uncle Drew qui marque les débuts en tant qu'acteur du joueur de basket-ball, Kyrie Irving,. La même année, forte d'une certaine popularité auprès de la communauté afro-américaine, elle assure le rôle de présentatrice de la cérémonie des Bounce Trumpet Awards aux côtés de Larenz Tate.    
Elle s'éloigne de la comédie en étant aussi la tête d'affiche d'une série télévisée dramatique, In Contempt première série judiciaire pour le réseau BET,,,. Cependant, en raison d'une réorientation créative amorcée par la chaîne, courant 2019, la série n'est pas renouvelée pour une seconde saison,,.    
En 2019, elle joue un rôle récurrent dans la saison 1 de Legacies et elle porte le film indépendant Skin In The Game,. Elle donne aussi la réplique à Paula Patton dans le thriller Sacrifice de Chris Stokes, produit par BET.

### Mort
Erica Ash meurt de maladie le 28 juillet 2024 à Los Angeles, âgée de 46 ans.

## Théâtre
Sauf indication contraire ou complémentaire, les informations mentionnées dans cette section proviennent de la base de données IBDb.
- 2002-2017 : The Lion King : Nala
- 2011 : Baby It's You!
- Spamalot : Lady of the Lake[7]

## Filmographie

### Cinéma

#### Courts métrages
- 2011 : I Can Smoke? de Tony Ducret (également productrice)
- 2016 : Post Life de Salli Richardson-Whitfield : Cheryl McIntosh

#### Longs métrages
- 2001 : Minna no ie de Kōki Mitani : Naomi
- 2013 : Scary Movie 5 de Malcolm D. Lee : Kendra Brooks
- 2014 : Kristy de Olly Blackburn : Nicole
- 2015 : Sister Code de Corey Grant : Jamaya
- 2016 : Jean of the Joneses de Stella Meghie : Anne Jones
- 2017 : Happy Birthday de Susan Walter : Nikki
- 2017 : Miss Me This Christmas de Kenny Young : Regina Young
- 2017 : You Can't Fight Christmas de Kenny Young : Regina Young
- 2018 : Uncle Drew de Charles Stone III : Maya
- 2019 : Skin the Game d'Adisa : Lena
- 2019 : Sacrifice de Chris Stokes : Beverly Rucker
- 2019 : Singleholic de Bryan Barber : Sarah Wilcox
- 2021 : Violet de Justine Bateman : Lila

### Télévision

#### Séries télévisées
- 2006-2008 : The Big Gay Sketch Show : Personnages variés (15 épisodes)
- 2008-2009 : MADtv : Personnages variés / Raven-Symoné / Condoleezza Rice (13 épisodes)
- 2009 : Cold Case : Affaires classées : Regina Reynolds en 1958 (1 épisode)
- 2012 : American Judy : Maya (pilote non retenu par ABC[31])
- 2013-2016 : Real Husbands of Hollywood : Bridgette Hart (19 épisodes)
- 2014-2017 : Survivor's Remorse : M-Chuck (36 épisodes)
- 2016 : Shades of Blue : Erica (saison 1, 3 épisodes)
- 2018 : In Contempt : Gwen Sullivan (10 épisodes)
- 2019 : Legacies : Veronica Greasley (saison 1, 4 épisodes)
- 2019 : Bienvenue chez Mamilia : Grace (1 épisode)

## Jeux vidéo
- 2001 : Shenmue II : voix additionnelle[8]
- 2001 : DDRMAX Dance Dance Revolution 6th Mix : une chanteuse[8]
- 2003 : Bloody Roar 4 : Nagi Kirishima (voix originale)

## Distinctions
Sauf indication contraire ou complémentaire, les informations mentionnées dans cette section proviennent de la base de données IMDb.

### Nominations
- Women's Image Network Awards 2016 : meilleure actrice dans une série télévisée comique pour Survivor's Remorse
- NAACP Image Awards 2017 : meilleure actrice dans un second rôle dans une série télévisée comique pour Survivor's Remorse
- NAMIC Vision Awards 2018 : meilleure performance comique pour Survivor's Remorse